# Arizona State Route 66
Die Arizona State Route 66 (kurz AZ 66) ist eine State Route im US-Bundesstaat Arizona, die in Ost-West-Richtung verläuft.
Die State Route beginnt an der Interstate 40 in Kingman und endet nach 107 Kilometern in Seligman wieder an der I-40. Die State Route verläuft entlang eines Teils der ehemaligen Route 66. Die Route 66 führte weiter in Richtung Osten entlang der heutigen I-40 bis zur Grenze zu New Mexico.